# Fortuna Sittard Stadion
Het Fortuna Sittard Stadion is het stadion van de voetbalclub Fortuna Sittard dat uitkomt in de Eredivisie. Het stadion in de Limburgse stad Sittard heeft een capaciteit van 12.000 toeschouwers.
Het stadion, dat de opvolger is van De Baandert, werd geopend op zondagavond 14 november 1999 met het vriendschappelijke duel tussen Fortuna Sittard en de Duitse club FC Schalke 04 (1-1). De oude lichtmasten uit 1976 van De Baandert, zijn na renovatie begin november 1999 bij het nieuwe stadion geplaatst.
Vanwege financiële problemen is het stadion geen eigendom meer van Fortuna Sittard, maar van een projectontwikkelaar.
Tot 2008 heette het stadion Wagner & Partners Stadion en tot eind november 2009 Fortuna Stadion. Vanaf toen ging het verder als de Trendwork Arena, naar de sponsor Trendwork Uitzendgroep. Met het faillissement van de naamgever in augustus 2013 kwam aan die naam een einde. Vanaf september 2013 werd de sponsornaam Offermans Joosten Stadion in gebruik genomen, naar de Offermans Joosten Groep. In december 2013 werd bekend dat hoofdsponsor Fitland het stadion gekocht heeft. Sinds juli 2014 draagt het stadion zijn huidige naam.
Onder het moderne stadion bevindt zich een parkeergarage met 800 plaatsen. Tussen de tribunes en het veld loopt een smalle gracht. In het stadion bevinden zich ook vergaderzalen waarin zakelijke bijeenkomsten, recepties, feesten en diners plaatsvinden. Een etage daarboven is de plek voor de sponsoren van de club. Op de derde etage staan luxe ingerichte business units. In 2011 zijn voor het eerst sinds de bouw ontwikkelingen ontstaan rond het stadion en de afbouw hiervan; deze ontwikkelingen begonnen met de realisatie van Sportzone Limburg. Aan de noordwestelijke zijde van het stadion werd in 2013 het complex geopend van Fitland XL; hierin zijn diverse onderwijsinstellingen en sportfaciliteiten gevestigd. In 2013 is ook begonnen met de afbouw van het stadion zelf met de bouw van een sporthotel in de noordwestelijke vleugel. In 2017 is een tijdelijke supermarkt in de noordwestelijke vleugel geopend, om eind 2018 te verhuizen naar de hoek van de noordwestelijke en -oostelijke vleugel.

## Interlands
| #  | Datum       | Wedstrijd              | Uitslag | Competitie        |
| -- | ----------- | ---------------------- | ------- | ----------------- |
| 1. | 11 mei 2006 | Saoedi-Arabië – België | 1 – 2   | Vriendschappelijk |
| 2. | 2 juni 2006 | Angola – Turkije       | 2 – 3   | Vriendschappelijk |

Bijgewerkt t/m 25 juli 2013